# Бритес, Эмануэль
Эмануэ́ль Бри́тес (исп. Emanuel Brítez; род. 26 марта 1992 года, Санта-Фе) — аргентинский футболист, правый защитник клуба «Форталеза».

## Биография
Эмануэль Бритес является воспитанником академии клуба «Унион» из родного города футболиста Санта-Фе. Он начал заниматься в школе «Униона» с четырёх лет. В основном составе дебютировал 8 февраля 2013 года в матче «Унион» — «Арсенал» (Саранди), завершившемся вничью 1:1. Бритес вышел в стартовом составе и сыграл весь матч. В этой игре Бритес крайне неспортивно сыграл с Пабло Лугуэрсио, в одном из эпизодов в конце второго тайма прижавшись к нему всем телов и вынудив опытного соперника дать эмоциональный отпор, за что был удалён с поля. Позже Бритес признал, что действовал очень провокационно, и что в дальнейшем он воздержится от такого поведения на поле.
В 2013—2014 годах играл в Примере B Насьональ — втором по уровню дивизионе Аргентины, а затем вместе с родной командой вернулся в Примеру. Выступал за «Унион» до 2017 года, проведя более 100 матчей в футболке «татенге», а затем на правах аренды отправился в «Индепендьенте». Через полтора года, в июне 2019, Эмануэль Бритес стал игроком «Росарио Сентраля».
В 2020 году перешёл в «Дефенсу и Хустисию». Помог своей новой команде впервые в истории завоевать международный трофей — Южноамериканский кубок 2020.

## Титулы и достижения
- Обладатель Южноамериканского кубка (1): 2020
- Обладатель Рекопы Южной Америки (1): 2021